# Білий ворон
«Білий ворон» (рос. «Белый ворон») — радянський художній фільм режисера  Валерія Лонського 1980 року.

## Сюжет
Єгор їде на відпочинок в Геленджик. Там він бажає познайомитися і сподобатися, як і всі на курорті. І робить це з властивою йому прямотою. Але не всім це до душі. У підсумку він опиняється прив'язаним до стовпа на пляжі на всю ніч. Його рятує Соня — теж відпочивальниця. Дівчина так подобається Єгору, що він буквально захоплений нею, і всі дні до її від'їзду проводить тільки з нею. Його не зупиняє навіть те, що Соня одруженп. Вона не піддається на вмовляння і визнання і їде додому, до чоловіка.
Чоловік Соні дуже змінився за останній час, став іншим, більше цікавиться добробутом і кар'єрою, ніж дружиною. Соні погано з ним. 
Єгор, помучившись кілька днів на курорті, вирішує їхати до неї в гості. Соня приголомшена. Мало того, що Єгор нагрянув ні з того ні з сього, так ще й потрапляє на день народження чоловіка, де виглядає білою вороно. серед гостей. Адже його прямодушність і простота так відрізняються від оточення Соні!
У компанії йому прямо вказують на те, що він тут зайвий. Але Єгор не такий, щоб просто здаватися. Він зустрічає Соню після роботи, викрадає її, робить все, щоб залишитися з нею. Викрадення провалилося через технічні причини (старий «Запорожець» заглох).
Натиск Єгора робить свою справу. Соня починає сумніватися і навіть проситься пожити до подруги, щоб подумати без істерик чоловіка. Але той дізнається, де ховається дружина, з друзями підстерігає Єгора і б'є його. Коли Соня знаходить побитого Єгора, до того ж скинутого в котлован, вона розуміє, що любить його. Але вона не може піти від чоловіка, бо без неї він точно пропаде.
У підсумку вона залишається не з тим, кого більше любить, а з тим, кого більше шкодує.

## У головних ролях
- Володимир Гостюхін —  Єгор Іконніков
- Ірина Димченко —  Соня
- Олександр Михайлов —  Аркадій Васильєв

### У фільмі знімалися
- Ірина Акулова —  Рита
- Лев Борисов —  дядя Коля
- Борис Щербаков —  Толік
- Володимир Землянікін —  Сергій Лоскутов
- Віктор Філіппов —  читець-декламатор Кирило Ларський
- Роман Хомятов —  Нестеров
- Валентина Грушина —  Олена
- Віктор Фокін —  Олексій
- Сергій Торкачевський —  Серьога
- Любов Поліщук —  Нестерова
- Тамара Совчі —  Лоскутова Люба

### В епізодах
- Віктор Борисов
- Ольга Бобильова —  Катя, дівчина на танцях
- Юрій Гусєв —  Денис
- Вадим Грачов —  голова фабкому
- Сергій Дитятєв
- Микола Дьомін —  приятель Єгора
- Наталя Острикова —  дівчина на танцях
- Олександр Пятков —  Міша, ведучий дискотеки
- О. Потапов
- Сергій Рубеко —  шахтар
- Леонід Трутнєв —  хлопець на танцях, любитель Джо Дассена
- Олена Мельникова  (немає в титрах)
- Ірина Дітц —  відпочивальниця (немає в титрах)

## Знімальна група
- Автори сценарію —  Валерій Лонськой,  Володимир Желєзніков
- Режисер-постановник — Валерій Лонськой
- Оператор-постановник —  Володимир Папян
- Художник-постановник —  Петро Кисельов
- Композитор —  Ісаак Шварц
- Звукооператор — Л. Воскальчук
- Диригент —  Е. Хачатурян
- Режисерка — З. Рогозівська
- Оператори — В. Полянський, С. Чибриков
- Художниця по костюмах — Т. Чапаєва
- Монтажер — І. Цекава
- Художниця-гримерка — І. Кірєєва
- Комбіновані зйомки:

Операторка — А. Євміна: Художник — Є. Маліков
- Редакторка — О. Козлова
- Музичний редактор — М. Бланк
- Директор картини — Леонід Коновалов